# Торосян, Джим Петросович
Джим Петро́сович Торося́н (арм. Ջիմ Պետրոսի Թորոսյան; 18 апреля 1926, Эривань — 5 января 2014, Ереван) — советский, армянский архитектор. Народный архитектор СССР (1988). Главный архитектор Еревана (1972—1982).

## Биография

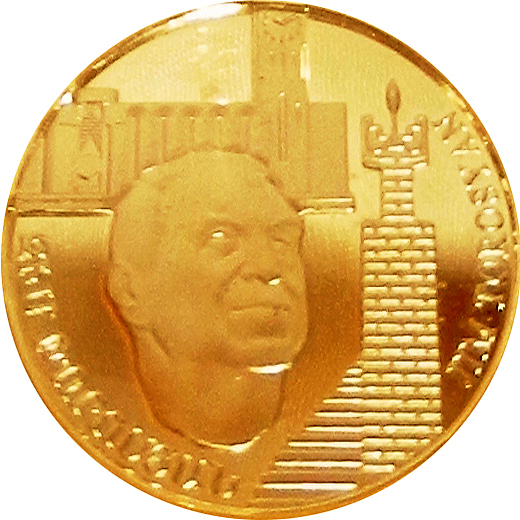
Золотая медаль имени Джима Торосяна

В 1949 году окончил Ереванский политехнический институт, а в 1954 — аспирантуру Академии архитектуры СССР в Москве, руководитель — К.С. Алабян. Кандидат архитектуры (1954).
С 1958 года — руководитель архитектурной мастерской института «Ереванпроект».
В 1972—1982 годах — главный архитектор Еревана.
Руководитель персональной архитектурно-планировочной мастерской (с 1992).
Академик Международной академии архитектуры. Академик Московского отдела международной академии архитектуры. Действительный член АХ СССР (1983). Иностранный член РАСН. Профессор (1979).
C 1957 — член Союза архитекторов СССР. Член Союза архитекторов Армении (1957). В 1962—1964 годах — заместитель председателя правления союза архитекторов Армении.
Почётный член Союзов архитекторов Болгарии и Грузии.
Скончался 5 января 2014 года в Ереване. Похоронен в Пантеоне имени Комитаса.

### Семья
- Жена — Марго Григорьевна Мурадян (1927—2016), актриса театра и кино, педагог. Народная артистка Армянской ССР (1978).

## Основные работы
1. Павильон промышленности на ВДНХ Армянской ССР в Ереване.
2. НИИ кардиологии и сердечной хирургии в Ереване.
3. Поликлиника по ул. Баграмяна в Ереване.
4. Дом приёмов Ергорсовета в районе Норк в Ереване.
5. Мэрия в Ереване.
6. Здание «Армянский банк развития» в Ереване.
7. Мемориальный комплекс «Армения (каскад)» в Ереване.
8. Памятник армянской государственности в Ереване.
9. Центральная площадь в Спитаке.
10. Мемориальные доски и памятники армянским поэтам и художникам.

## Награды и звания
- Заслуженный архитектор Армянской ССР (1968)
- Народный архитектор СССР (11.02.1988) — за большие заслуги в развитии советской архитектуры[2]
- Государственная премия СССР (1977) — за памятник А. С. Исаакяну в Ленинакане
- Государственная премия Армянской ССР (1983) — за станцию «Площадь имени Ленина» Ереванского метрополитена
- Государственная премия Республики Армения (2007)
- Премия Президента Республики Армения (2010) — за памятник Нерсесу Аштаракеци[3]
- Орден Трудового Красного Знамени
- Орден «Знак Почёта» (1981) — за успехи, достигнутые в строительстве первой линии Ереванского метрополитена[4]
- Орден Армянской апостольской церкви «Святые Саак и Месроп» (2006)
- Медаль Анании Ширакаци (1998)
- Памятная медаль Премьер-министра Республики Армения (2006) — за вклад в дело развития армянской архитектуры и в связи с 80-летием со дня рождения[5]
- Золотая медаль Академии художеств СССР (1986)
- Две Почётные грамоты Президиума Верховного Совета Армянской ССР (1960, 1962)
- Золотая медаль имени Таманяна (2006)
- Золотая медаль Всесоюзного смотра «Лучшее произведение года» (1982)
- Почётный гражданин Еревана (2003)
- Почётный гражданин Спитака (2004).